# Барятинський Юрій Микитович
Баря́тинський Юрій Микитович (рік народження і рік смерті невідомі) — московський військовий діяч, князь, боярин, воєвода київський і бєлгородський.

## Життєпис
В 1658 році разом із старшим воєводою Василем Шереметєвим командував залогою у Києві. У серпні-вересні 1658 року брав участь у відбитті наступу на Київ українських військ під командуванням Данила Виговського. Барятинський зруйнував частину міста, знищив багато мирних жителів, що спричинило зростання антимосковських настроїв. У жовтні 1658 року Барятинський завдав поразки українсько-татарським військам у битві під містом Васильків. У другій половині 1660 року виконував обов'язки бєлгородського воєводи. Брав участь в українсько-московській війні 1668—1669 років. Зокрема, 16 лютого 1668 року розгромив під Охтиркою загін військ, вірних гетьману Івану Брюховецькому, полонених наказав стратити, піддавши перед тим тортурам. Востаннє ім'я Барятинського згадується в грамоті земського собору 1682 року про ліквідацію місництва.